# Erik Friberg
John Erik Gunnar Friberg (Lindome, 10 febbraio 1986) è un ex calciatore svedese, di ruolo centrocampista.

## Carriera

### Club
Inizia la sua carriera con il Västra Frölunda, prima di trasferirsi al BK Häcken nel gennaio 2007. Fa il suo debutto in Europa League il 2 agosto 2007 contro il KR Reykjavík: la partita finì 1-0 per l'Häcken. Gioca 20 minuti in due partite contro lo Spartak Mosca durante il primo turno della Coppa UEFA.
Il 16 dicembre 2010 firma un contratto con i Seattle Sounders FC.
Il 12 dicembre 2011 torna in Svezia nelle file del Malmö FF a partire dalla stagione 2012.
Il 31 gennaio 2014 si trasferisce al Bologna a titolo definitivo. Inizialmente con i felsinei gioca in Serie A, collezionando 7 presenze, schierato dall'allora tecnico Davide Ballardini anche nell'inedito ruolo di trequartista, mentre l'anno successivo, con la squadra retrocessa in Serie B, non viene mai schierato. Dopo aver rescisso il contratto con i rossoblu, il 4 gennaio 2015 approda in Danimarca all'Esbjerg a titolo definitivo.
Nell'estate 2015 fa ritorno ai Seattle Sounders e il 29 ottobre dello stesso anno segna la rete del definitivo 3-2 nella sfida contro i Los Angeles Galaxy, valida per i playoff MLS 2015.
Il 3 gennaio 2017 Friberg, quasi trentunenne, firma un contratto di quattro anni con l'Häcken, squadra di Göteborg in cui aveva già giocato. Rimane in giallonero fino al suo ritiro dal calcio giocato, avvenuto al termine di una stagione 2022 che ha visto la squadra vincere per la prima volta uno storico titolo nazionale. In quell'annata Friberg colleziona 18 presenze in campionato, di cui una da titolare.

### Nazionale
Nel 2012 ha giocato 2 partite con la nazionale svedese.

## Palmarès

### Club

#### Competizioni nazionali
- U.S. Open Cup: 1

Seattle Sounders: 2011
- Allsvenskan: 2

Malmö: 2013
Häcken: 2022
- Supercupen: 1

Malmö: 2013
- Campionato MLS: 1

Seattle Sounders: 2016
- Coppa di Svezia: 1

Häcken: 2018-2019